# العلاقات الإندونيسية الدومينيكية
العلاقات الإندونيسية الدومينيكية هي العلاقات الثنائية التي تجمع بين إندونيسيا ودومينيكا.

## مقارنة بين البلدين
هذه مقارنة عامة ومرجعية للدولتين:
| وجه المقارنة                                              | إندونيسيا         | دومينيكا              |
| --------------------------------------------------------- | ----------------- | --------------------- |
| المساحة (كم2)                                             | 1.90 مليون        | 751                   |
| عدد السكان (نسمة)                                         | 263.99 مليون      | 73.92 ألف             |
| الكثافة السكانية (ن./كم²)                                 | 138.94            | 9.84 ألف              |
| العاصمة                                                   | جاكرتا            | روسو                  |
| اللغة الرسمية                                             | اللغة الإندونيسية | لغة إنجليزية          |
| العملة                                                    | روبية إندونيسية   | دولار شرق الكاريبي    |
| الناتج المحلي الإجمالي (بليون دولار)                      | 1.02 تريليون      | 562.54 مليون          |
| الناتج المحلي الإجمالي (تعادل القوة الشرائية) بليون دولار | 2.85 تريليون      | 789.63 مليون          |
| الناتج المحلي الإجمالي الاسمي للفرد دولار أمريكي          | 3.35 ألف          | 7.12 ألف              |
| الناتج المحلي الإجمالي للفرد دولار أمريكي                 | 10.52 ألف         | 10.88 ألف             |
| مؤشر التنمية البشرية                                      | 0.684             | 0.724                 |
| رمز المكالمات الدولي                                      | +62               | +1767                 |
| رمز الإنترنت                                              | .id               | .dm                   |
| المنطقة الزمنية                                           |                   | 00، توقيت أطلنطي موحد |

## منظمات دولية مشتركة
يشترك البلدان في عضوية مجموعة من المنظمات الدولية، منها:
| علم المنظمة | اسم المنظمة                        | تاريخ انضمام إندونيسيا | تاريخ انضمام دومينيكا |
| ----------- | ---------------------------------- | ---------------------- | --------------------- |
|             | مؤسسة التنمية الدولية              | 20 أغسطس 1968          | 29 سبتمبر 1980        |
|             | يونسكو                             | 27 مايو 1950           | 9 يناير 1979          |
|             | وكالة ضمان الاستثمار متعدد الأطراف | 12 أبريل 1988          | 7 أكتوبر 1991         |
|             | الأمم المتحدة                      | 28 سبتمبر 1950         | 18 ديسمبر 1978        |
|             | الاتحاد البريدي العالمي            | ?                      | ?                     |
|             | البنك الدولي للإنشاء والتعمير      | 13 أبريل 1967          | 29 سبتمبر 1980        |
|             | الاتحاد الدولي للاتصالات           | 1949                   | 28 أكتوبر 1996        |
|             | منظمة حظر الأسلحة الكيميائية       | ?                      | ?                     |
|             | مؤسسة التمويل الدولية              | 23 أبريل 1968          | 29 سبتمبر 1980        |
|             | منظمة التجارة العالمية             | ?                      | ?                     |
|             | منظمة الشرطة الجنائية الدولية      | 5 أكتوبر 1954          | ?                     |

## وصلات خارجية
- موقع وزارة الخارجية الإندونيسية